# 데니스 콜

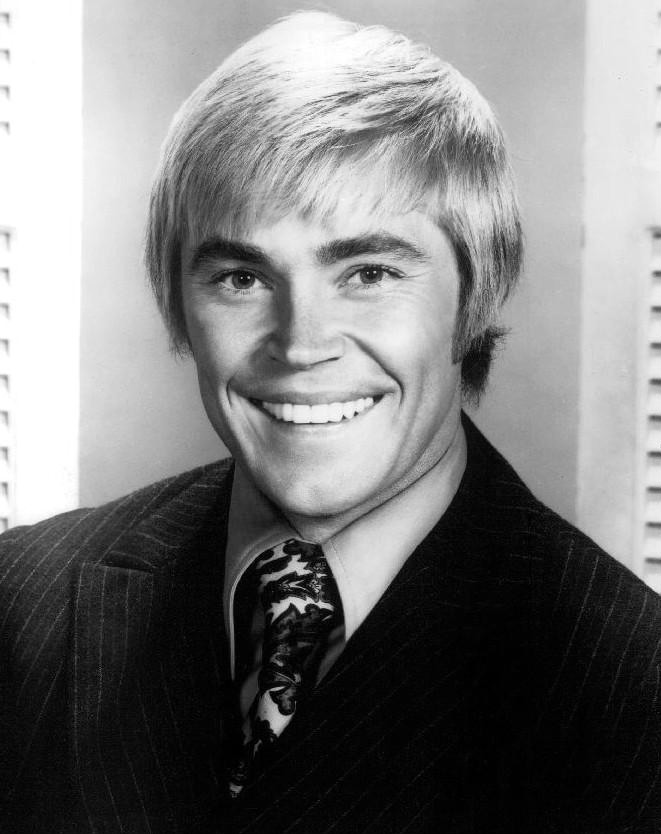

데니스 콜(Dennis Cole, 1940년 7월 19일 ~ 2009년 11월 15일)은 미국의 배우, 스턴트 배우, 모델이다.
디트로이트에서 태어났으며 포트로더데일에서 사망하였다. 사인은 신부전이다.  포리스트 론 메모리얼 파크에 매장되었다.

## 출연 작품
- 페이탈 인카운터 (1990년)
- 프리티 걸 (1987, Pretty Smart)
- 꿈꾸는 낙원 (1978년)
- 사랑의 유람선 (1977년)
- 미녀 삼총사 - TV 시리즈 (1976년)
- 더 영 앤 더 레스트리스 (1973년)
- 닥터 게논 (1969년)